# Departamento de Justicia de los Estados Unidos
El Departamento de Justicia de los Estados Unidos (en inglés: United States Department of Justice; acrónimo: DOJ) es un departamento ejecutivo federal del gobierno de Estados Unidos responsable de la aplicación de las leyes y la administración de justicia en los Estados Unidos, equivalente a la fiscalía general de otros países. El departamento se creó en 1870 durante la administración de Ulysses S. Grant.
El Departamento de Justicia administra diversas agencias federales encargadas de velar por el cumplimiento de la ley, como el Buró Federal de Investigaciones (FBI), el Cuerpo de Alguaciles (USMS), la Agencia de Alcohol, Tabaco, Armas de Fuego y Explosivos (ATF) y la Administración de Control de Drogas (DEA). El departamento es responsable de investigar los casos de fraude financiero, representando al gobierno de los Estados Unidos en asuntos legales (como en casos ante la Corte Suprema) y de la administración del sistema federal penitenciario. El departamento también se encarga de evaluar la conducta de las fuerzas del orden y los cuerpos de policía local según lo dispuesto por el Acta de 1994 para el Control de los Delitos Violentos y el Cumplimiento de la Ley.
El departamento está dirigido por el fiscal general de los Estados Unidos, el cual es designado por el presidente y confirmado por el Senado, y es asimismo, miembro del Gabinete. La actual fiscal general es Pam Bondi.